# Tiana (Hiszpania)
Tiana – gmina w Hiszpanii, w prowincji Barcelona, w Katalonii, o powierzchni 7,94 km². W 2011 roku gmina liczyła 8151 mieszkańców.